# Baie Felipe
La baie Felipe (en espagnol : Bahía Felipe) ou baie San Felipe, est une baie située au nord de la grande île de la Terre de Feu, dans l'archipel du même nom, dans la IXe région de Magallanes et de l'Antarctique chilien, au sud du Chili.
La baie Felipe s'ouvre sur le détroit de Magellan, elle est située entre la Primera Angostura (à l'est) et la Segunda Angostura (à l'ouest), les deux principaux rétrécissements du détroits de Magellan. Elle est délimitée, à l'ouest pas la pointe San Isidro sur la péninsule Juan Masiá et, à l'est, par la pointe Baxa. Elle fait face à la baie San Gregorio. 